# Hrvoje Ćustić
Hrvoje Ćustić (21 tháng 10 năm 1983 – 3 tháng 4 năm 2008) là một cầu thủ người Croatia chơi ở vị trí tiền vệ.

## Sự nghiệp
Ćustić bắt đầu sự nghiệp với của mình tại câu lạc bộ trẻ NK Zadar trong 2000 và cũng đã trải qua hai mùa chơi cho NK Zagreb giữa năm 2005 và năm 2007, trước khi trở về Zadar trong mùa hè năm 2007 với một bản hợp đồng 4 năm.

## Quốc tế
Giữa năm 2004 và 2005, anh cũng chơi cho Đội tuyển bóng đá U-21 quốc gia Croatia, góp mặt tổng cộng 7 trận quốc tế cho đội tuyển.

## Cái chết
Trong trận đấu của NK Zadar trước HNK Cibalia trên sân nhà của Zadar tại Giải Bóng đá hạng Nhất Quốc gia Croatia (Pvra NHL) vào ngày 29 tháng 3 năm 2008, Ćustić (bên phía Zadar) bị chấn thương nặng ở đầu sau khi va chạm vào một tấm biển quảng cáo ở vị trí khoảng ba mét từ đường biên, được dùng để gia cố hàng rào chia sân ra khỏi hàng ghế cổ động viên. Vài giây trước đó, Ćustić đã cố gắng để giành được bóng trong một pha tay đôi với một đối thủ, nhưng sau đó, cả hai người chơi va chạm với nhau và Ćustić bị đẩy ngã và anh đã đập mạnh đầu vào mé sát tấm biển quảng cáo.
Anh ngay lập tức đã được đưa đến bệnh viện địa phương và đã trải qua một cuộc phẫu thuật ngay buổi tối cùng ngày. Sau khi phẫu thuật, anh đã ở trong một trạng thái hôn mê và tình trạng của anh vẫn giữ nguyên như vậy cho đến ngày 2 tháng 5 năm 2008, cho đến khi một đợt nhiễm trùng gây ra sự gia tăng nhiệt độ cơ thể nhanh chóng. Tình trạng của anh ngay lập tức trở nên tồi tệ hơn và vào đầu buổi chiều của ngày 3 tháng 4 năm 2008, bệnh viện xác nhận rằng anh đã chết não lúc 11:51 theo giờ chuẩn Châu Âu ngày hôm đó. Sau cái chết của anh, tất cả các trận đấu ở mọi giải CLB của Croatia vào tuần sau được hoãn lại.

## Di sản
Đồng đội của Ćustić tại NK Zadar và là thủ môn hiện tại của AS Monaco, Danijel Subašić mặc áo có ảnh của Hrvoje dưới áo mình khi đang chơi.